# Ruby Aldridge
Ruby Rose Aldridge (Los Angeles, 26 agosto 1991) è una modella statunitense.
Fu scoperta all'età di quattordici anni da NEXT Management, agenzia di moda della sorella maggiore Lily Aldridge.

## Biografia e carriera
Ruby Aldridge è nata in California dall'illustratore Alan Aldridge e dalla playmate italoamericana di Playboy Laura Lyons. Sua sorella maggiore è Lily Aldridge, un "angelo" di Victoria's Secret, mentre Miles Aldridge e Saffron Aldridge sono i figli di Alan nati da un precedente matrimonio.
Trasferitasi a New York, inizia a lavorare come modella a partire dal 2006, apparendo nella campagna pubblicitaria di DKNY. Successivamente collabora per alcuni cataloghi promozionali quali Coach, Nordstrom e Urban Outfitters, per poi debuttare nelle passerelle durante la stagione Autunno/Inverno 2010, dove ottiene maggiore visibilità negli show di Marc Jacobs.
Nel 2011 firma un contratto per pubblicizzare il profumo cK One, comparendo nel video promozionale diretto da Steven Meisel insieme a molte modelle fra le quali Abbey Lee Kershaw e Lara Stone. L'anno seguente Calvin Klein la sceglie anche per la sua linea di cosmetici, cK One cosmetics, e diventa uno dei volti di Valentino, Pinko, Just Cavalli e Emporio Armani.
È apparsa in copertina nelle riviste Jalouse, Harper's Bazaar, L'Express Style, L'Officiel, e nel libro fotografico di Miles Aldridge "I only want you to love me" edito da Rizzoli. Ha inoltre lavorato per Teen Vogue, Vogue, Wonderland, V Magazine, The New York Times, Interview, collaborando con fotografi del calibro di Terry Richardson, Steven Meisel, Miles Aldridge, David LaChapelle, Annie Leibovitz (per il calendario Lavazza), Craig McDean e David Sims.

## Agenzie
- NEXT Management – New York, Parigi, Londra, Milano, Los Angeles, Miami, Toronto
- Traffic Models – Barcellona
- Modelwerk – Amburgo
- Mikas – Stoccolma
- Chic Management – Sydney
- Way Management – San Paolo
- Bravo Models – Tokyo